# Stazione baleniera

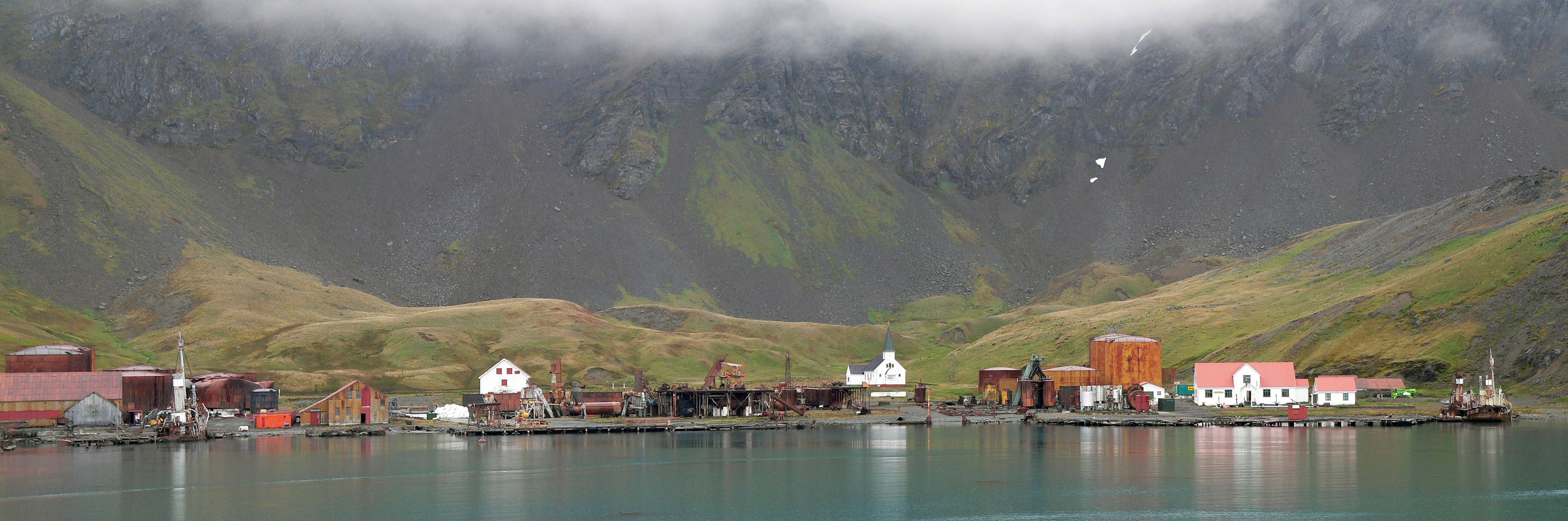
I resti della stazione baleniera di Grytviken, Georgia del Sud e Isole Sandwich Australi

Una stazione baleniera è un impianto manifatturiero finalizzato alle prime fasi della lavorazione delle balene cacciate, le stazioni baleniere si trovavano di solito nei pressi delle aree di pesca, in acque subartiche o subantartiche.
Pochissime di esse sono ancora in funzione (al 2013 in Islanda, Norvegia e Giappone).
Le ormai abbandonate stazioni baleniere disponevano di alloggi per il personale e per gli equipaggi delle navi, edifici amministrativi, magazzini per le scorte e le attrezzature e le infrastrutture per la lavorazione delle balene e la produzione dell'olio di balena che veniva poi trasportato in Europa e Nordamerica per l'illuminazione.
Le stazioni di dimensioni più grandi avevano a volte anche bacini per la riparazione delle navi.
Nell'emisfero australe si calcola che negli anni di esistenza delle stazioni baleniere (dalla 1900 circa agli anni '60) il numero di balene uccise sia oltre 1 600 000.